# Pilsnerfilm
Pilsnerfilm är ett samlingsnamn för en del svenska komedifilmer från främst 1930-talet. 

## Bakgrund
Pilsnerfilmerna hade sin sceniska motsvarighet och ursprung i friluftsteatrarnas folklustspel, och hämtade många teman därifrån.
Enligt bokförlaget Bra Böckers Film- & TV-lexikon (1985) myntades begreppet tidigt på 1930-talet. Begreppet "pilsnerfilm" uppfattas ibland som negativt och kan härledas till de då rådande alkoholrestriktionerna, och eftersom svensk komik från 1930-talet var lågt ansedd så kombinerades det negativa i ett ord.
I Svenska Akademiens ordbok används Svenska Dagbladets artikel från 1933: "(Svensk) film av enklaste beskaffenhet, med inslag av tarvlig komik (kring förtäring av pilsner o. d.). Om man blandar lagom mycket pigroman med lagom mycket svenskt skämtlynne får man en pilsnerfilm, som går."

## Pilsnerfilmsdebatten
Pilsnerfilmen gav upphov till en relativt kort men intensiv debatt bland främst Stockholms filmkritiker. Stockholms-Tidningens huvudkritiker Bengt Idestam-Almquist (under signaturen "Robin Hood") skrev om Söderkåkar, som anses vara den första pilsnerfilmen, att överflödet av pilsner och munnar inte var publikfriande och tillgjort, utan att det var mer en spegling av liv som blev "spräckligt" av dessa varor. Om Augustas lilla felsteg skrev han följande: "Många påstå visserligen att de så kallade folkfilmernas kaffekaskar, hantverkare, pilsnerbuteljer och arbetare inte ett dugg representera det verkliga Sverige av år 1933, att det är falskt alltsammans, att svenska hantverkare och arbetare äro helt annorlunda. Men huru förklara det igenkännandets småleende som troget vilar på många åskådares läppar". I en recension av Pettersson & Bendel ansåg han att pilsnerfilmen var skygg inför verkligheten och att folklivsskildringen var falsk.
Pilsnerfilmen som fenomen fördes också på tal i riksdagen. Ett exempel är politikern Harald Hallén, som ofta debatterade i moral- och nöjesfrågor. Hans inlägg väckte inte så stort gensvar i allmänhet; dock reagerade frikyrkliga Svenska Morgonbladet (1933-04-04) som menade att "Inte blott på radikalt nykterhetsvänligt håll hyser man den uppfattningen att en stor del av den svenska filmen är rent underhaltig på grund av sitt ynkliga daltande med 'den lilla nubben', 'den lilla pilsnern' och andra fånigheter i samma stil". Biografägarna tog upp ämnet på sitt landskapsmöte i Göteborg våren 1933 (refererat i Biografägaren 1933 nr 8). Det var främst föreståndarna för ordenshusbiograferna som hade invändningar mot alkoholvanorna på film. Direktör Eduard Sjöbäck ansåg att dessa filmer sett sina bästa dagar och att frågan med tiden borde lösa sig själv. En biografägare tyckte att det var nödvändigt med folklustspel: "komma vi med godtemplarfilmer, så ha biograferna sett sina bästa dagar". Den allmänna meningen bland biografägarna var att den kommande säsongen skulle ge en annan och mindre alkoholdoftande miljö.

## Pilsnerfilm som begrepp
Den ursprungliga avgränsningen av begreppet pilsnerfilm kom som antytts att gälla en ganska begränsad grupp av filmer som Söderkåkar, Augustas lilla felsteg, Bomans pojke, Hans livs match med flera där handlingen utspelas i arbetar- eller småborgerlig hantverkarmiljö, vilket ger det hela en särskild klassdimension med udden riktad uppåt mot överklassen. Det var främs de filmerna som var föremål för pilsnerfilmdebatten. Ämnena var i mycket hämtade ur friluftsteaterns värld med författare som Gideon Wahlberg samt bröderna Siegfried Fischer och Arthur Fischer. Lustspel får sättas inom citationstecken då handlingen ofta innehåller mer dramatiska inslag som fallet med till exempel Söderkåkar med de två gårdsägande bröderna där den ene hotas av en ockrare.
Man får därför avgränsa mot filmfarsen som bygger på andra traditioner. Den har en annan handlingslogik med situationskomik, förväxlingar, "spring i dörrar", högt tempo etcetera och förlagorna i de svenska filmfarserna som får ett större utrymme i svensk film från mitten av 1930-talet är ofta utländska. Man finner bland andra de flitiga tyska författarna Franz Arnold och Ernst Bach som textleverantörer till flera svenska 1930-talsfilmer (O´en sån natt och Pappas pojke).
Om man sålunda ser det hela ur snäv genresynpunkt blir teckningen "pilsnerfilm" som senare åsatts många 1930-talsfilmer något missvisande. Även om man vidgar definitionen blir det hela problematiskt som fallet blir med till exempel merparten av Thor Modéens filmer. Den av hans filmer som faller tydligast inom pilsnerfilmen är den enda film han regisserade, Augustas lilla felsteg. Det mesta av det han i övrigt gjorde faller inom filmfarsens ramar. Det gäller också en film som Pensionat Paradiset som i allt väsentligt också är en parodi.

## Skådespelare
- Elof Ahrle (1900–1965)
- Erik "Bullen" Berglund (1887–1963) (se även Bullens pilsnerkorv)
- John Botvid (1889–1964)
- Julia Cæsar (1885–1971)
- Dagmar Ebbesen (1891–1954)
- Thor Modéen (1898–1950)
- Åke Söderblom (1910–1965)

## Regissörer
- Weyler Hildebrand (1890–1944)